# Вогнистий москверо
Вогнистий москве́ро (Pyrocephalus) — рід горобцеподібних птахів родини тиранових (Tyrannidae). Представники цього роду мешкають в Америці.

## Таксономія і систематика
Молекулярно-генетичне дослідження, проведене Телло та іншими в 2009 році дозволило дослідникам краще зрозуміти філогенію родини тиранових. Згідно із запропонованою ними класифікацією, рід Вогнистий москверо (Pyrocephalus) належить до родини тиранових (Tyrannidae), підродини віюдитиних (Fluvicolinae) і триби Fluvicolini. До цієї триби систематики відносять також роди Курета (Myiophobus), Патагонський пітайо (Colorhamphus), Тиранчик-короткодзьоб (Sublegatus), Пітайо (Ochthoeca), Віюдита (Fluvicola), Білоголова віюдита (Arundinicola), Ятапа-стернохвіст (Gubernetes), Ятапа (Alectrurus) і Тиран-ножицехвіст (Muscipipra).

## Види
Виділяють чотири види:
- Москверо вогнистий (Pyrocephalus rubinus)
- Москверо карміновий (Pyrocephalus obscurus)[7]
- Москверо галапагоський (Pyrocephalus nanus)[8]
- Москверо сан-кристобальський (Pyrocephalus dubius)[9]

## Етимологія
Наукова назва роду Pyrocephalus походить від сполучення слів дав.-гр. πυρ — вогонь і κεφαλη — голова.